# Montedoro
Montedoro település Olaszországban, Szicília régióban, Caltanissetta megyében. Lakosainak száma 1379 fő (2023. január 1.). Montedoro Canicattì, Racalmuto, Bompensiere, Mussomeli és Serradifalco községekkel határos.

## Népesség
A település lakossága az elmúlt években az alábbi módon változott:
| Lakosok száma | 1613 | 1557 | 1379 |
|               | 2017 | 2018 | 2023 |